# 76
76 (LXXVI) var ett skottår som började en måndag i den julianska kalendern.

## Händelser

### Okänt datum
- Sedan Linus har avlidit väljs Anacletus I till påve (detta år eller 79).
- Nuvarande Wales annekteras av romarna.
- Den kinesiska Handynastins Jianchu-era inleds.
- Den kinesiske historikern Ban Gu utvecklar en teori om universums ursprung.

## Födda
- 24 januari – Hadrianus, romersk kejsare 117–138

## Avlidna
- Linus, påve sedan 64 eller 67 (död detta år eller 79)